# Campionato cinese di scacchi
Il Campionato cinese di scacchi (全国国际象棋锦标赛) si disputa ogni anno in Cina per determinare il campione nazionale di scacchi.
Il campionato assoluto si disputa dal 1957, quello femminile dal 1979. I campionati sono organizzati dalla Federazione scacchistica della Cina.

## Vincitori
- Le colonne possono essere ordinate con i pulsanti a fianco dei titoli.

| Anno | Campionato assoluto | Campionato femminile |
| ---- | ------------------- | -------------------- |
| 1957 | Zhang Fujiang       |                      |
| 1958 | Xu Jialiang         |                      |
| 1959 | Deng Wenxiang       |                      |
| 1960 | Xu Tianli           |                      |
| 1962 | Xu Tianli           |                      |
| 1964 | Jian Mingji         |                      |
| 1965 | Huang Xinzhai       |                      |
| 1966 | Zhang Donglu        |                      |
| 1974 | Chen De             |                      |
| 1975 | Qi Jingxuan         |                      |
| 1977 | Chen De             |                      |
| 1978 | Qi Jingxuan         |                      |
| 1979 | Li Zunian           | Liu Shilan           |
| 1980 | Liu Wenzhe          | Liu Shilan           |
| 1981 | Ye Jiangchuan       | Liu Shilan           |
| 1982 | Liu Wenzhe          | Zhao Lan             |
| 1983 | Xu Jun              | Liu Shilan           |
| 1984 | Ye Jiangchuan       | Liu Shilan           |
| 1985 | Xu Jun              | Liu Shilan           |
| 1986 | Ye Jiangchuan       | Liu Shilan           |
| 1987 | Ye Jiangchuan       | Peng Zhaoqin         |
| 1988 | Wang Zili           | Qin Kanying          |
| 1989 | Ye Jiangchuan       | Xie Jun              |
| 1990 | Ye Rongguang        | Peng Zhaoqin         |
| 1991 | Lin Weiguo          | Qin Kanying          |
| 1992 | Lin Weiguo          | Zhu Chen             |
| 1993 | Tong Yuanming       | Peng Zhaoqin         |
| 1994 | Ye Jiangchuan       | Zhu Chen             |
| 1995 | Liang Jinrong       | Qin Kanying          |
| 1996 | Ye Jiangchuan       | Zhu Chen             |
| 1997 | Lin Weiguo          | Wang Lei             |
| 1998 | Peng Xiaomin        | Wang Lei             |
| 1999 | Wang Zili           | Qin Kanying          |
| 2000 | Liang Jinrong       | Wang Lei             |
| 2001 | Zhang Zhong         | Wang Lei             |
| 2002 | Zhang Pengxiang     | Wang Pin             |
| 2003 | Zhang Zhong         | Xu Yuanyuan          |
| 2004 | Bu Xiangzhi         | Qin Kanying          |
| 2005 | Wang Yue [1]        | Wang Yu              |
| 2006 | Ni Hua [2]          | Li Ruofan            |
| 2007 | Ni Hua [3]          | Hou Yifan            |
| 2008 | Ni Hua [4]          | Hou Yifan            |
| 2009 | Ding Liren [5]      | Shen Yang            |
| 2010 | Wang Hao            | Ju Wenjun            |
| 2011 | Ding Liren [6]      | Zhang Xiaowen        |
| 2012 | Ding Liren          | Huang Qian           |
| 2013 | Wang Yue            | Ding Yixin           |
| 2014 | Yu Yangyi [7]       | Ju Wenjun [8]        |
| 2015 | Wei Yi [9]          | Tan Zhongyi[10]      |
| 2016 | Wei Yi [11]         | Guo Qi[12]           |
| 2017 | Wei Yi[13]          | Lei Tingjie[14]      |
| 2018 | Yang Wen [15]       | Mo Zhai[16]          |
| 2019 | Lu Shanglei [17]    | Zhu Jiner[18]        |
| 2020 | Yu Yangyi           | Tan Zhongyi          |
| 2021 | Yu Yangyi[19]       | Tan Zhongyi[20]      |
| 2022 | Dai Changren        | Tan Zhongyi          |
| 2023 | Li Di               | Guo Qi               |
| 2024 | Wang Yue            | Lu Miaoyi            |